# توشیگ (سلنگه)
شهرستان توشیگ (به زبان مغولی: Түшиг сум، [Tüšig sum]؛ ᠲᠦᠰᠢᠭ ᠰᠤᠮᠤ، [tüšig sumu]) یک شهرستان (سُوم) در مغولستان است که در استان سلنگه واقع شده‌است.

## تقسیمات اداری
شهرستان توشیگ متشکل از ۲ قصبه (باغ) می‌باشد، شامل:
- آرنوغا (مغولی: Ар нуга баг، [Ar nuga bag]؛ ᠠᠷᠤ ᠨᠤᠭᠤ ᠪᠠᠭ، [aru nuɣu baɣ])
- جارغال‌مانداخ (مغولی: Жаргалмандах баг، [Žargalmandax bag]؛ ᠵᠢᠷᠭᠠᠯ ᠮᠠᠨᠳᠤᠬᠤ ᠪᠠᠭ، [jirɣal manduqu baɣ])